# Paulo Posiano
Paulo Posiano (7 aprile 1988) è un calciatore figiano, difensore del Rewa.

## Carriera

### Club
Gioca nella massima serie figiana dal 2012.

### Nazionale
Ha esordito in Nazionale il 4 giugno 2012, nella partita di qualificazione ai Mondiali del 2014 pareggiata per 0-0 in casa contro le Isole Salomone.
Ha partecipato alla Coppa d'Oceania del 2012.